# Раяновци (област Видин)
 За другото българско село вижте Раяновци (Софийска област).  
Рая̀новци е село в Северозападна България. То се намира в община Белоградчик, област Видин.

## География
Село Раяновци се намира в планински район, на брега на река Арчар. Известно е с множеството си извори с лековита вода. В близост има язовир.

## История
Църквата „Св. св. Кирил и Методий“ е построена в 1883 година от майстор Димо Македонеца. В двора ѝ се намира голям оброчен кръст. Иконите в храма са дело на дебърския майстор Аврам Дичов.
По време на колективизацията в селото е създадено Трудово кооперативно земеделско стопанство „Сталин“ по името на съветския диктатор Йосиф Сталин. По това време 1 семейство (6 души) от селото е принудително изселено от комунистическия режим. През март 1951 година горянска група напада граничното поделение в селото, един войник е убит.

## Население
Преброяване на населението през 2011 г.
Численост и дял на етническите групи според преброяването на населението през 2011 г.:
|                     | Численост | Дял (в %) |
| Общо                | 106       | 100,00    |
| Българи             | 101       | 95,28     |
| Турци               | 0         | 0,00      |
| Цигани              | 0         | 0,00      |
| Други               | 0         | 0,00      |
| Не се самоопределят | 0         | 0,00      |
| Неотговорили        | 4         | 3,77      |

## Културни и природни забележителности
- Римско кале

## Редовни събития
- Събор на 24 май.

## Личности
- проф. Цветан Желязков – преподавател в Националната спортна академия ()
- Младен Нинков, български революционер от ВМОРО, четник на Петър Ацев[6]